# Lügde
Lügde település Németországban, azon belül Észak-Rajna-Vesztfália tartományban. Lakosainak száma 9298 fő (2023. december 31.). Lügde Bad Pyrmont, Vahlbruch, Polle, Höxter, Marienmünster, Schieder-Schwalenberg és Blomberg községekkel határos.

## Népesség
A település népességének változása:
| Lakosok száma | 11 008 | 9572 | 9448 | 9244 | 9364 | 9298 |
|               | 1975   | 2017 | 2019 | 2021 | 2022 | 2023 |